# Óscar Ojea
Oscar Vicente Ojea Quintana (ur. 15 października 1946 w Buenos Aires) – argentyński duchowny katolicki, biskup San Isidro w latach 2011–2024. 

## Życiorys
Święcenia kapłańskie przyjął 25 listopada 1972. Inkardynowany do archidiecezji Buenos Aires, pracował przede wszystkim jako duszpasterz parafialny. Był także dziekanem Zona 2 oraz asystentem Ruchu Rodzin Chrześcijańskich.
24 maja 2006 papież Benedykt XVI mianował go biskupem pomocniczym archidiecezji Buenos Aires oraz biskupem tytularnym Suelli. Sakry biskupiej udzielił mu 2 września 2006 kardynał Jorge Bergoglio.
7 października 2009 został biskupem koadiutorem diecezji San Isidro. Rządy w diecezji objął 30 grudnia 2011.
W latach 2017-2024 był przewodniczącym argentyńskiej Konferencji Episkopatu.
30 grudnia 2024 papież Franciszek przyjął jego rezygnację z urzędu biskupa diecezji San Isidro. 